# Maria Rauch-Kallat

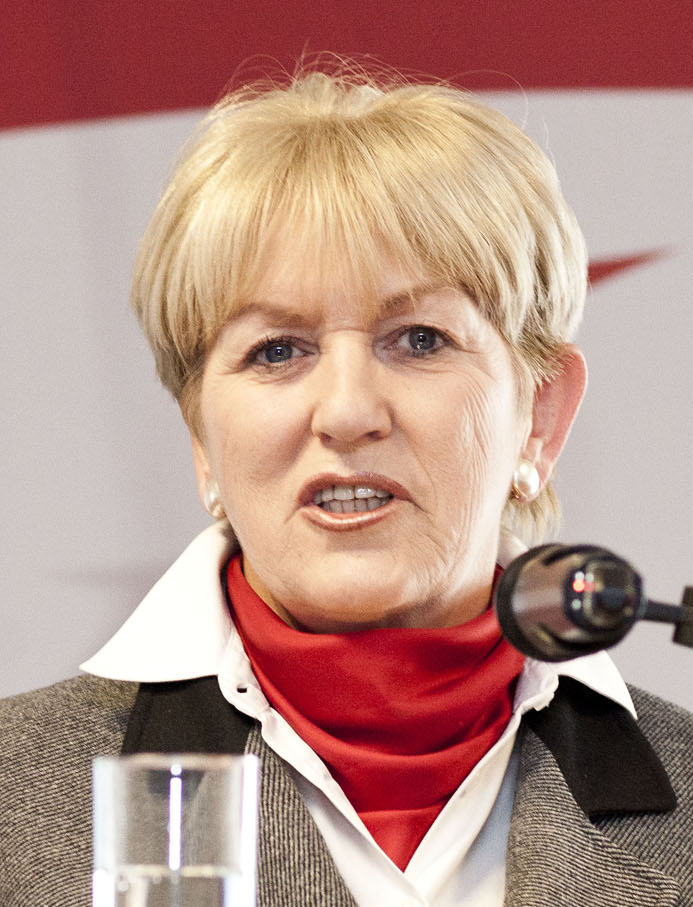
Maria Rauch-Kallat (2014)

Maria Rauch-Kallat (* 31. Jänner 1949 in Wien-Währing) ist eine österreichische Unternehmerin, Unternehmensberaterin, Politikerin der ÖVP. Sie war in ihrer politischen Laufbahn in mehreren Bundesregierungen Ministerin, zuständig für die Fachbereiche Umwelt, Gesundheit, Jugend, Familie und Frauen.

## Leben
Maria Rauch-Kallat wurde 1949 als Wirtstochter geboren. Ihr Vater betrieb das „Bier- und Weinhaus Rudolf Kallat“ am Währinger Gürtel in Wien. Sie hat zwei Brüder. Nach der Matura (1967) am Realgymnasium am Parhamerplatz in Wien-Hernals begann sie die Ausbildung zur Hauptschullehrerin, beginnend mit der Lehramtsprüfung für Englisch. Noch im Jahr 1967 begann sie in einer Hauptschule in Wien-Favoriten bis 1983 zu unterrichten. Berufsbegleitend legte sie noch Lehramtsprüfungen für Russisch (1977), Geografie und Wirtschaftskunde (1979) und Leibesübungen (1981) ab. Von 1983 bis 1992 war sie Landesgeschäftsführerin des Sozialen Hilfswerks in Wien (heute: Wiener Hilfswerk). Parallel war sie dem Bundesministerium für Unterricht und Kunst im Zentrum für Schulversuche mit dem Arbeitsbereich der Integration Behinderter dienstzugeteilt.
1983/84 absolvierte sie eine Jungunternehmerausbildung am WIFI Niederösterreich und machte ein Trainerdiplom. Nach Beendigung ihrer politischen Laufbahn absolvierte sie bei incite (WKÖ-UBIT) die Ausbildung zur Akademischen Unternehmensberaterin (2009) und erlangte einen MBA (2012). Seit 2007 ist sie als Unternehmensberaterin tätig.
Seit 2009 ist sie Präsidentin des Österreichischen Paralympisches Committee (ÖPC), 2025 wurde sie für eine fünfte Amtszeit in dieser Funktion bestätigt.

## Politische Tätigkeit
Maria Rauch-Kallat war von 1983 bis 1987 für die ÖVP Mitglied des Bundesrates und von 1987 bis 1992 Abgeordnete zum Wiener Landtag und Gemeinderat. 1992 wurde sie Landesparteiobmann-Stellvertreterin der ÖVP Wien (bis 1998), 1995 Generalsekretärin der Bundespartei (bis 2003). Ein zentraler Tätigkeitsbereich war die ÖVP-Bündeorganisation Österreichische Frauenbewegung, in der sie zunächst Bezirksreferentin in Wien-Favoriten, ab 1988 Landesleiterin und von 1998 bis 2010 Bundesobfrau war. Seit 1995 war sie – mit einigen Unterbrechungen, beispielsweise während ihrer Amtszeiten als Ministerin, Abgeordnete zum Nationalrat, aus dem sie 2011 ausschied.
Von 1992 bis 1994 bekleidete sie das Amt der Bundesministerin für Umwelt, Jugend und Familie in der Bundesregierung Vranitzky III, 1995 war sie rund 4 Monate als Bundesministerin für Umwelt in der Regierung Vranitzky IV und schließlich 2003 zuerst zwei Monate als Bundesministerin ohne Portefeuille und von 2003 bis 2007 als Bundesministerin für Gesundheit und Frauen in der Bundesregierung Schüssel II. Mit der Angelobung der Bundesregierung Gusenbauer schied sie im Jänner 2007 aus dem Ministeramt aus. Ihre Nachfolgerinnen waren Andrea Kdolsky (Gesundheit, Familie und Jugend) und Doris Bures (Frauen).
Im Jahr 2006 bestellte ihr Ministerium 9 Millionen Grippemasken (d. h. mehr als eine Maske pro Österreicher). Dieser Kauf wurde 2008 vom Rechnungshof kritisiert. Seit Juli 2012 beschäftigt sich die Korruptionsstaatsanwaltschaft damit, das Verfahren wurde 2014 mangels Grundlagen eingestellt.
Neben ihrer beruflichen und politischen Laufbahn hatte sie seit 1976 zahlreiche Funktionen in Nichtregierungsorganisationen (NGOs) inne (siehe Abschnitt Ehrenämter).
An ihrem letzten Amtstag als Ministerin erteilte sie der wissenschaftlich nicht anerkannten Methode „Neuro-Linguistische Psychotherapie“ die ministerielle Anerkennung als psychotherapeutisches Verfahren, was auf heftige Kritik stieß; unter anderem stellte der Psychotherapiebeirat des Gesundheitsministeriums aus Protest seine Ausschüsse ruhend.

### Außenwirkung
Mediale Aufmerksamkeit brachte Rauch-Kallat die Aussage am Abend der Nationalratswahl 2002, als sie im Interview „dem lieben Gott“ für die 42 Prozent der ÖVP dankte und dafür, dass er „dem Wolfgang Schüssel dazu die Kraft gegeben habe“.
Aufsehen erregte sie mit der öffentlichen Äußerung, alle Jugendlichen bekämen einen „mega-affen-titten-geilen“ Gesundheitspass; dieser Ausdruck wurde eher als Parodie auf die Jugendsprache empfunden.
Ihr Vorschlag, die österreichische Bundeshymne geschlechtsneutral umzuformulieren, stieß auf geteilte Meinungen im Lande. Die Aufnahme der „Töchter“ in die österreichische Bundeshymne wurde 2011 vom Nationalrat beschlossen.
Im Herbst 2005 wurde sie mit dem Negativpreis Big Brother Award Austria 2005 ausgezeichnet. Die verleihenden Organisationen begründeten ihre Entscheidung damit, Rauch-Kallat sei verantwortlich für „den Kickoff zur schleichenden Verwandlung von Staatsbürgern in gläserne Patienten“.

## Familie
Aus erster Ehe hat Maria Rauch-Kallat zwei Töchter, geboren 1970 und 1973. Die ältere Tochter Claudia Rauch erblindete im Alter von vier Jahren, und wurde Volksschullehrerin und ist in der Lehrerausbildung tätig. Für Rauch-Kallat war dies ein Umstand, der sie in die Blinden- und Behindertenarbeit gebracht hat.
Seit 1994 ist sie mit dem Großgrundbesitzer und Rüstungslobbyisten Alfons Mensdorff-Pouilly verheiratet. Entgegen dem damaligen Ehe-Namensrecht behielt Rauch-Kallat unverändert ihren Doppelnamen aus erster Ehe. Diese „Lex Rauch-Kallat“ führte zu medialer und oppositioneller Aufregung und nachfolgend zu einer Reform des Ehe-Namensrechts. Um ihren zweiten Ehemann im Jahr 1995 auch kirchlich heiraten zu können, ließ sie die erste Ehe kirchenrechtlich annullieren.
Im Dezember 2015 wurde bekannt, dass sich Rauch-Kallat und Mensdorff-Pouilly getrennt haben. Nach Aussage Rauch-Kallats bleiben sie jedoch miteinander verheiratet.

## Ehrenämter (Auswahl)
- Aufbau der Behinderteninformationsstelle des Sozialen Hilfswerks (heute: Wiener Hilfswerk)
- Gründung und Aufbau der Interessensgemeinschaft Eltern sehgeschädigter Kinder im Blinden- und Sehbehindertenverband Österreich (BSVÖ)
- Gründung einer Elternselbsthilfe sehgeschädigter Kinder
- Gründung und Aufbau des Club alpha (Hildegard-Burjan-Institut)
- Vorstandsmitglied in der Dr. Maria Schaumayer Stiftung[11]
- Gründungsmitglied und Ehrenschutz die möwe (Verein gegen Gewalt und Kindesmissbrauch)[12]
- Präsidentin des Österreichischen Paralympischen Committees (ÖPC)[13]
- Präsidentin der Gesellschaft Österreich-Ungarn gemeinsam mit René Alfons Haiden u. a.
- Präsidentin der Österreichisch-Ägyptischen Gesellschaft
- Präsidentin der Österreichisch-Tunesischen Gesellschaft
- Seit Juni 2018 Mitglied im Präsidium der Österreichischen Sporthilfe[14]

## Auszeichnungen (Auswahl)
- 1998: Großes Goldenes Ehrenzeichen mit dem Stern für Verdienste um die Republik Österreich[15]
- 2005: Big Brother Award Austria
- 2007: Großes Goldenes Ehrenzeichen am Bande für Verdienste um die Republik Österreich[16]
- 2011: Großes Goldenes Ehrenzeichen für Verdienste um das Land Wien